# Hãng phim Gorky
Hãng phim Gorky (tiếng Nga: Киностудия имени Горького) là một hãng phim có trụ sở chính tại Moskva.

## Phim đã sản xuất
- 1924 Аэлита / Aelita (phim câm), directed by Yakov Protazanov (science-fiction)
- 1926 Мать / Người mẹ (phim câm), đạo diễn Vsevolod Pudovkin
- 1927 Конец Санкт-Петергбурга / The End of St.Petersburg (phim câm), đạo diễn Vsevolod Pudovkin
- 1931 Путевка в жизнь / Voucher to Life (first soviet sound film)
- 1936 Груня Корнакова (Соловей-соловушко) / Grunya Kornakova (Solovej-solovushko) (first soviet color film)
- 1964 Морозко / Ông già tuyết (fantasy film), đạo diễn Aleksandr Rou.
- 1967 Комиссар / Nữ Chính ủy (drama)
- 1973 Семнадцать мгновений весны / Mười bảy khoảnh khắc mùa xuân (phim chiến tranh), đạo diễn Tatyana Lioznova
- 1981 Шестой / Người thứ sáu (ostern), đạo diễn Samvel Gasparov
- 1984 Медный ангел / Copper Angel, đạo diễn Veniamyn Dorman
- 1985 Гостья из будущего / Vị khách đến từ tương lai (science-fiction)
- 1985 Координаты смерти / Tọa độ chết (phim chiến tranh, drama), đạo diễn Samvel Gasparov, Nguyễn Xuân Chân
- 1988 Маленькая Вера / Vera bé bỏng (drama), đạo diễn Vasily Pichul
- 1989 Подземелье ведьм / Hang phù thủy (science-fiction)
- 2004 Арье / Arie (drama)[1], đạo diễn Roman Kachanov